# Egen rymddräkt finnes
Egen rymddräkt finnes (engelska: Have Space Suit — Will Travel)) är en science fiction-bok för ungdomar av Robert A. Heinlein. Originalet publicerades som en serie i tidskriften "The Magazine of Fantasy & Science Fiction" (augusti, september och oktober-numren 1958) och publicerades inbunden av Scribners samma år som den sista boken i Heinleins bokserie för ungdomar. Den utkom 1959 i svensk översättning.
Titeln anspelar på den populära TV-showen som gick i slutet av 1950-talet och i början av 1960-talet "Have Gun — Will Travel" vilken i sin tur byggde på Bob Hopes memoarer som utgavs 1954 "Have Tux, Will Travel".
Boken har lånat sin titel till en låt av musikgruppen Sista mannen på jorden.

## Handling
I en nära framtid har månen koloniserats och månbaser har etablerats. Gymnasiestudenten Clifford "Kip" Russell har bestämt sig för att ta sig till månen - men har ingen aning om hur det ska gå till. Han anser sig ha varken intellektuell eller monetär kapacitet att gå utbildningsvägen. Hans något oortodoxa fader föreslår att Kip deltar i en sloganskrivartävling, där förstapriset är en resa till månen. Medan han skriver den vinnande slogan, är det andra som skrivit samma, men med tidigare postmarkering, så han vinner en gammal avlegad rymddräkt.
Kip bestämmer sig för att, oavsett användbarhet, återställa rymddräkten (som han kärleksfullt döpt till Oscar) till perfekt nyskick - med alla packningar, tätningar, vatten- och medicineringsbehållare fyllda. Motvilligt förstår han att det är ohållbart att behålla Oscar, och han bestämmer sig för att sälja dräkten för att försöka få ihop pengar för att kunna gå i högskolan.
Kvällen innan Oscar ska packas i en lår för att säljas, bestämmer sig Kip för att ta en sista promenad med Oscar. Han provar radion genom att planlöst anropa "Peewee" - och någon svarar! Kort därefter landar ett rymdskepp på honom, och en 11-årig flicka (Peewee) och en främmande varelse (Moderväsendet, eng The Mother Thing) hoppar ut. Alla tre tas till fånga och hamnar snart på månen.
Kidnapparen (Maskansiktet, eng Wormface) är en ohyggligt ful varelse som ser sig som förmer än alla andra varelser och kallar nedlåtande alla andra för "djur". Han efterföljs av två hantlangare i form av de två människorna Fats och Skinny (den senare av de två har ett ordförråd som verkar begränsat till "Håll käft" eller "Käften").
Peewee är ett underbarn och dotter till en berömd vetenskapsman. Moderväsendet talar inte, utan använder istället vad som beskrivs som "fågelsång", men Kip och Peewee förstår henne utan problem.
De tre flyr på fot över månens öde yta, men tillfångatas igen av samma grupp, och en annan resa inleds - det här gången till Pluto. Kip slängs i en fängelsehåla och får snart sällskap av Fats och Skinny som vid detta läge inte längre av Maskansiktet ses som användbara. Skinny försvinner, och Fats berättar för Kip att Maskansiktets ras är köttätare, och människor är kött. Strax därefter försvinner även Fats.
Efter ett tag upplever Kip en jordbävning (plutobävning?), och det visar sig att Moderväsendet skapat en bomb som hon detonerat utanför Maskansiktets Plutobas, samt en radiosändare avsedd att kalla på hjälp - hon fryser emellertid till is i Plutos brutala kyla innan hon kan starta sändaren. Peewee finner Kip och han ger sig ut på Plutos frusna yta för att placera och aktivera sändaren. Han lyckas, men förfryser sig mycket allvarligt.
Moderväsendets folk anländer och räddar alla tre. Peewee berättar att de är på väg till en planet nära stjärnan Vega där Kip kommer att få utmärkt sjukvård. Enligt Peewee hade han, om han åkt till jorden, fått amputera både armar och ben, men här kommer han att läka fullständigt.
Efter en tid av konvalescens påbörjas ytterligare en resa, den här gången till en planet i Lilla magellanska molnet. Där ska mänskligheten bedömas av en tribunal av avancerade rymdfarande raser som av självbevarelsedrift skapat denna tribunal. Maskansiktets ras bedöms som farlig, xenofobisk och alltför arrogant. Som straff "roteras" deras planet 90 grader från rumtiden, men utan deras stjärna, vilket sannolikt dömde rasen till att dö ut på en frusen himlakropp i totalt mörker.
När mänskligheter ska dömas är representationen Neandertalaren Jo-jo, den romerska legionnären Iunio, Peewee och Kip. Neandertalaren sållas bort som medlem av en annan ras. Iunio är djärv men taktlös, brutal och krigsbenägen. Kip gör ett känsloladdat framläggande i mänsklighetens försvar. Det bestäms till slut att mänskligheten ska bedömas igen efter 12 halveringstider för radium, eller ungefär 19 200 år.
Kip och Peewee transporteras tillbaka till jorden med avancerade apparater av utomjordiskt ursprung och vetenskapliga ekvationer från Veganerna. Ekvationerna går till Peewees far, professor Reisfeld, som även ser till att Kip får ett stipendium så han kan studera vid Massachusetts Institute of Technology där han vill studera rymddräktsdesign.